# Sun-2

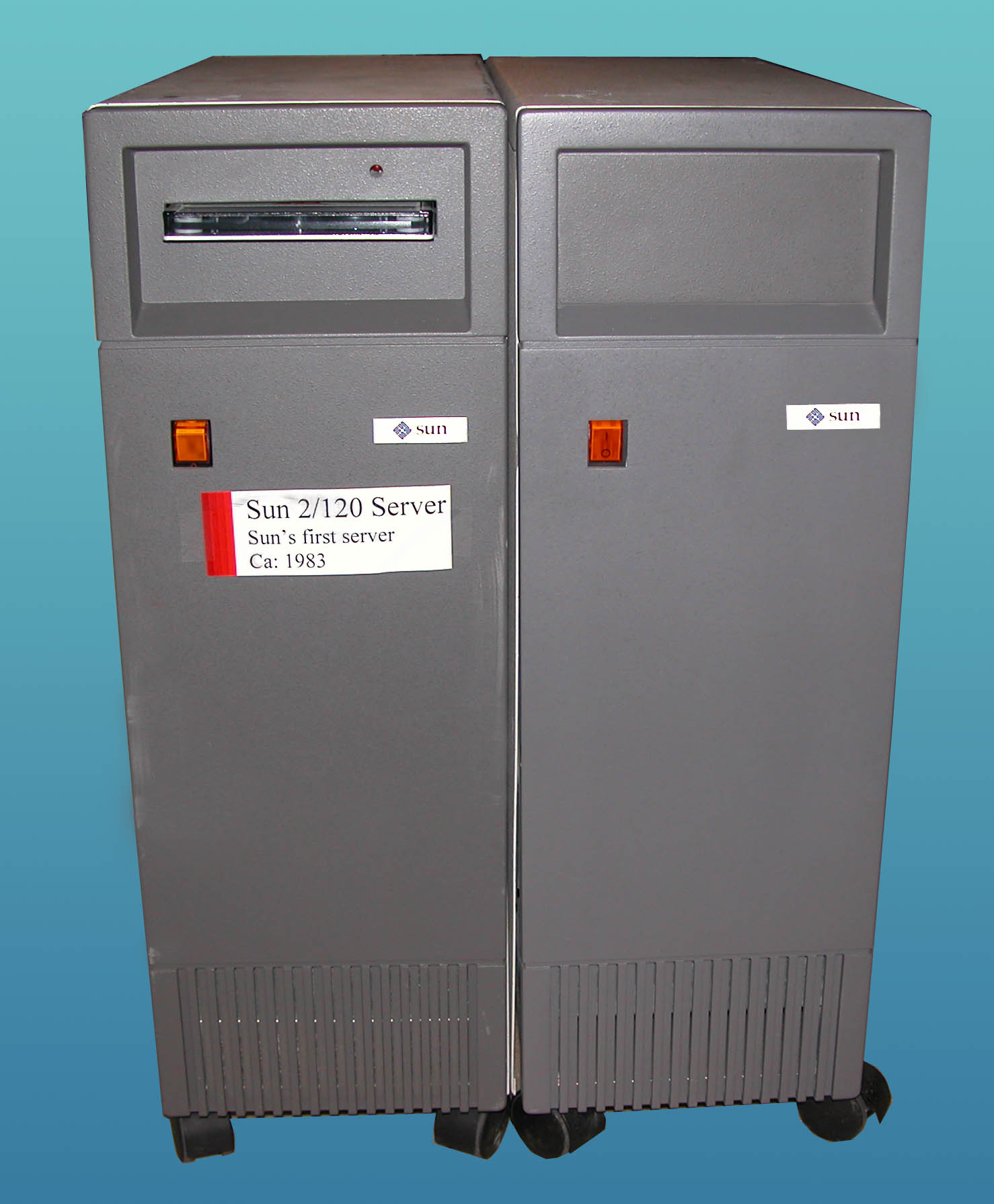
Sun-2/120サーバ

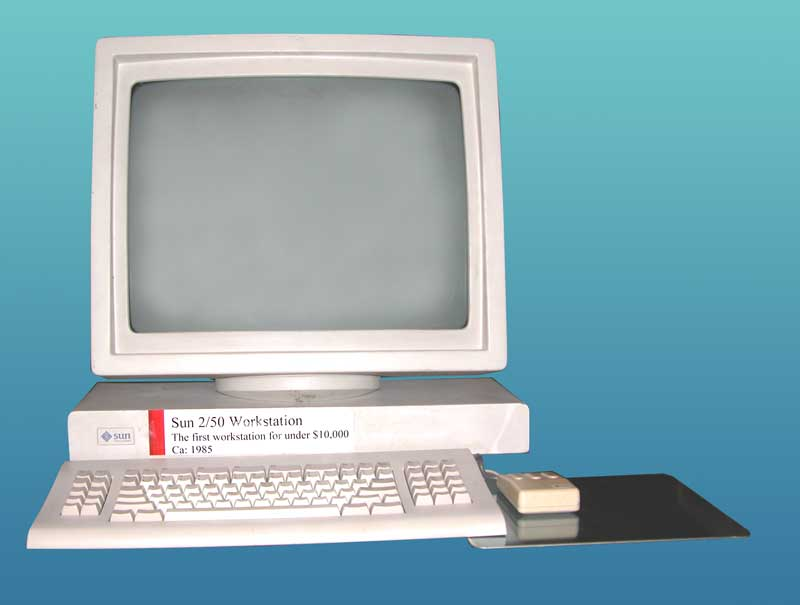
Sun-2/50デスクトップ

Sun-2 シリーズのUNIX ワークステーションとサーバは、1983年にサン・マイクロシステムズによって発売された。名前が示すとおり、 Sun-2 は Sun-1 シリーズを置き換える、サンマイクロシステムズの第 2 世代のシステムである。Sun-2 シリーズは 10 MHz のモトローラ MC68010 マイクロプロセッサを搭載し、4.1BSDに基づいて完全な仮想記憶を実装した SunOS 1.0 が動作する最初のサンのアーキテクチャであった。初期の Sun-2 は インテルのマルチバスアーキテクチャに基づいていたが、後期には、将来の Sun-3 と Sun-4 ファミリでも使用される VMEバスに置き換えられた。
Sun-2 システムは SunOS のバージョン 4.0.3 までサポートされた。NetBSD では、2002年のNetBSD 1.6 のリリースで、マルチバス Sun-2 のサポートが追加された。

## Sun-2 の形式
形式は、およそ年代順に並べている。
| 形式  | CPU ボード                                     | 最大 RAM 容量 | 筐体                                    |
| ----- | ---------------------------------------------- | ------------- | --------------------------------------- |
| 2/120 | Sun-2 マルチバス 又は Sun-2 マルチバスプライム | 7 or 8 MB     | 9 スロット マルチバス (デスクサイド)    |
| 2/170 | Sun-2 マルチバス 又は Sun-2 マルチバスプライム | 7 or 8 MB     | 15 スロット マルチバス (ラックマウント) |
| 2/50  | Sun 2050                                       | 7 MB          | 2 スロット VME (デスクトップ)           |
| 2/130 | Sun 2050                                       | 7 MB          | 12 スロット VME (デスクサイド)          |
| 2/160 | Sun 2050                                       | 7 MB          | 12 スロット VME (デスクサイド)          |

Sun-2 マルチバス CPU ボードにアップグレードした Sun-1 のシステムは、2/100U (アップグレードした Sun-100) や 2/150U (アップグレードした Sun-150) と記されることがある。
典型的な 2/120 の構成で、システムの価格は 5万ドル以上であった。
1/2インチ磁気テープ装置、80MBハードディスク、オプティカルマウス、各ソフトウェア、イーサネットがサポートされたシステム構成が1,255万円で日商エレクトロニクスから発売された。

## Sun-2 のハードウェア
Sun 2/120 (9 スロット デスクサイド) と Sun 2/170 (15 スロット ラックマウント) のシステムは、マルチバスアーキテクチャに基づいている。 CPU ボードは 10MHz の 68010 プロセッサを使用し、8MB の物理アドレスと 16MB の仮想アドレスを扱うことができた。物理アドレス最上位の 1MB の空間は、モノクロフレームバッファ用として予約されていた。 CPU は 2 つのシリアルポートに加えて、Sun-1 の パラレルキーボードとマウスをサポートしていた。
サン・マイクロシステムズは 1MB と 4MB のメモリボードを提供したが、最大 4MB RAM の構成までしかサポートを行わなかった。Helios Systems のような会社も、サンのシステムで動作する 4MB メモリボードを作った。
標準的なフレームバッファは Sun-2 プライム モノクロ ビデオ であった。このボードは TTL 又は ECL ビデオ信号による
1152x900 モノクロディスプレイと、キーボードとマウスのポートを提供した。これは、通常物理メモリアドレス空間の最上位 1MB を占有した。1152x900 8-bit カラーディスプレイを提供する Sun-2 カラービデオボードも利用可能であった。このボードはアドレス空間の最上位 4MB を占有した。
42MB の MFM ディスクが、標準的な記憶装置として使用された。2つのディスクを、アダプテック の MFM/SCSI カード ACB-4000 を介して Sun-2 マルチバス シリアル/SCSI ホストアダプタに接続できた。SCSIボードは 2つのシリアルポートも合わせて提供した。より大きな記憶容量の要求に応じるため、65 MB, 130 MB, 380 MB の SMD が Xylogics 450 SMD コントローラに接続された。サンのコントローラは 2台のディスクのサポートであったが、SMD コントローラは 4台のディスクをサポートした。Archive の QIC/SCSI コンバータを使用することで、20 MB の QIC テープドライブを接続することができた。Sun-2 のシステムは Computer Products Corporation の TAPEMASTER や Xylogics の 472 ボードによって 1/2 インチのテープドライブもサポートした。
インテル 82586 チップを使用したサンのボード 又は スリーコム (3Com) 3c400 ボード によって、イーサネットポートが提供された。サーバは、イーサネットボードを使用することで、ディスクレスの Sun-2/50 クライアントをサポートすることができた。
他にサポートされたマルチバスボードには Sky Computer の浮動小数点プロセッサ、8つシリアルポートをサポートするサンの ALM (Asynchronous Line Multiplexer)、SNA と X.25 の接続をサポートするサンの SunLink Communications Processor (SCP) がある。